# اوله استپاننکو
اوله استپاننکو (اوکراینی: Олег Олексійович Степаненко؛ زادهٔ ۲۲ ژوئیهٔ ۲۰۰۴) بازیکن فوتبال اهل اوکراین است.